# Marcel Ziemer
Marcel Johann Ziemer (* 3. August 1985 in Worms) ist ein ehemaliger deutscher Fußballspieler und aktueller -trainer.

## Karriere als Spieler
Ziemer wechselte 2004 vom TuS Neuhausen zu den Amateuren des 1. FC Kaiserslautern, für die er 31 Spiele bestritt und dabei sechs Tore schoss. 2006 erhielt er einen Profivertrag, nachdem er in der Saison 2005/06 bereits zwei Einsätze (zwei Tore) in der Fußball-Bundesliga absolviert hatte. Am 23. Spieltag der Saison 2006/07 erzielte er sein erstes Tor beim 4:0-Heimsieg des FCK gegen die SpVgg Unterhaching.
Am 34. und letzten Spieltag der Saison 2007/08 schoss Ziemer in der zweiten Halbzeit beim „Endspiel“ gegen den 1. FC Köln die beiden entscheidenden Tore zum 2:0 und 3:0 und besiegelte damit den Klassenerhalt der Pfälzer in der 2. Fußball-Bundesliga.
In der Sommerpause 2008 verlängerte Ziemer seinen Vertrag bis 2010. In der Winterpause wurde er bis zum Saisonende an den Ligakonkurrenten SV Wehen Wiesbaden ausgeliehen, der ihn im Sommer 2009, nachdem er kurz wieder beim FCK mittrainiert hatte, fest verpflichtete und mit einem Vertrag bis 2011 ausstattete. Zur Saison 2011/12 wechselte er zum 1. FC Saarbrücken in die 3. Liga.
Nach dem Abstieg des 1. FC Saarbrücken aus der 3. Liga in der Saison 2013/14 wechselte Ziemer zu Hansa Rostock. Er unterschrieb dort einen Zweijahresvertrag. Am 5. Spieltag der Saison 2014/15 stand Ziemer zum ersten Mal in der Startelf und erzielte im Spiel gegen Jahn Regensburg (4:4) alle vier Tore für Hansa Rostock. Mit seinen 15 erzielten Toren in seiner ersten Saison für Hansa trug Ziemer maßgeblich dazu bei, den Sturz in die Viertklassigkeit zu verhindern. Bereits im Januar 2016 verlängerten er und Hansa den Kontrakt um weitere zwei Jahre bis 2018 plus Option. Mit der „Kogge“ wurde Ziemer Landespokalsieger in den Jahren 2015, 2016 und 2017 – was jeweils zur Teilnahme an der ersten Hauptrunde im DFB-Pokal der nächsten Saison führte.
Durch seinen 1:0-Torerfolg beim MSV Duisburg per Fallrückzieher in der letzten Minute stand er zur Wahl zum Tor des Monats Oktober 2016. Zu seinem 100. Pflichtspieleinsatz für die Ostseestädter kam Ziemer am 14. August 2017 beim Heimspiel gegen den Bundesligisten Hertha BSC in der 1. Hauptrunde des DFB-Pokals, welches man 0:2 verlor. Am 27. August 2017 erlitt Ziemer im Heimspiel gegen Preußen Münster in einem Zweikampf in der 89. Minute einen Riss des vorderen Kreuzbandes im linken Kniegelenk sowie einen Knorpelschaden. Diese Verletzung zwang Ziemer zu einer monatelangen Pause. In der laufenden Drittligasaison 2017/18 lief er nicht mehr für Hansa auf. Im April 2018 verkündete Hansa Rostock nach vier Jahren Zusammenarbeit den Abschied Ziemers zum Ende der Saison. Cello, wie ihn die Fans in Rostock nannten, brachte es auf 90 Ligaspiele für die Mecklenburger, in denen er 26 Tore erzielte.

## Karriere als Trainer
Zwischen Dezember 2019 und Oktober 2022 trat Ziemer als Jugendtrainer der U15 und U19 der TSG Pfeddersheim in Erscheinung. Im November 2022 wechselte er als Co-Trainer der U17-Mannschaft zum FC Förderkader René Schneider Rostock.

## Sonstiges
Hauptberuflich ist Marcel Ziemer seit Ende 2022 bei der kommunalen Wohnungsbaugesellschaft Rostocks (WIRO) tätig.
Im Rostocker Leichtathletikstadion gab Ziemer am 24. Juni 2023 sein persönliches Abschiedsspiel gegen eine Auswahl des FC Förderkader René Schneider. Im Cello-Team dabei waren unter anderem Pascal Breier, Stefan Wannenwetsch, Guido Koçer und Amaury Bischoff.

## Erfolge
Vereinserfolge
- Landespokalsieger Mecklenburg-Vorpommern 2014/15, 2015/16 und 2016/17 (mit Hansa Rostock)
- Saarlandpokal-Sieger 2011/12 und 2012/13 (mit 1. FC Saarbrücken)
- Hessenpokal-Sieger 2010/11 (mit SV Wehen Wiesbaden)
- Südwestpokal-Sieger 2007/08 (mit 1. FC Kaiserslautern II)

Persönliche Auszeichnungen
- 3. Liga-Spieler des Monats: Februar 2015[17]
- 3. Liga-Spieler des 17. Spieltags 2014/2015[18]
- 3. Liga-Spieler des 23. Spieltags 2014/2015[19]
- 3. Liga-Spieler des 36. Spieltags 2015/16[20]